# Иван Штраус
Иван Штраус (Кремна, 24. јул 1928 — Сарајево, 24. август 2018) био је босанскохерцеговачки и југословенски архитекта.

## Биографија
Рођен је 1928. године у Кремни, насељу у Златиборском округу, Србији, од оца словеначког порекла и мајке из Херцеговине. Изјашњавао се као "Босанац словенског и херцеговачког порекла".
Штраус је одрастао у Бањој Луци. Кренуо је на студије архитектуре у Загребу 1947. године, а дипломирао је 1958. године на Технолошком факултету Универзитета у Сарајеву где је радио као асистент. Од 1952. године почео је да ради пројекте за разне архитектонске тендере, а од 1959. до 1961. и од 1965. до 1984. године радио је за Архитект студио у Сарајеву. Од тада је освојио 30 великих награда за архитектуру и многе националне и интернационалне тендере.
Док је гледао како горе УНИС-ови торњеви 8. јуна 1992. године, на почетку Рата у Босни и Херцеговини, Штраус је у свом дневнику написао: "Излазак у три сата ноћу на балкон био је шок. Ноћас су барбари запалили један од торњева Пословног центра УНИС на Маријин-двору. Оба су већ била добро слупана, али сада један од близанаца гори. Негдје од осмог спрата даље према крову. Боли ме то, кријем, свјестан да је то кап у мукама кроз које пролази цијела Босна и Херцеговина. Гледао сам га с неизмјерном тугом, филмском брзином су ми кроз мисли прошли тренуци његове изградње и мој понос на њих, а ноћас је горио као велика бакља".
Своје последње године, Штраус је провео живећи у релативном сиромаштву, због процеса који је покренуо против садашњих власника УНИС-ових торњева у Сарајеву. Штраус их је тужио због тога што се нису придржавали његових првобитних планова током њихове реконструкције, али је изгубио случај. Захтеви власницима да му опросте дуг због изгубљеног случаја једногласно су одбијени.
Према Ослобођењу: "Његова архитектонска ремек-дјела и неисцрпна креативност обликовали су једну градитељску епоху у главном граду Босне и Херцеговине. Академик Штраус је граду подарио неимарске бисере од којих су неки, попут хотела Holiday Inn или УНИС-ових торњева, постали симболи града на Миљацки."
Академик Хусреф Реџић о Штраусу је написао: "Иван Штраус је комплетна архитектонска и умјетничка личност. Он је на првом мјесту човјек идеја и креатор простора, али он је и архитект-градитељ и архитект-публицист. (...) Објекти које је иван Штраус пројектовао у посљедње вријеме, у годинама зреле архитектонске активности, представљају малу антологију специфичних форми – чистих у својој геометрији, снажних у својим пропорцијама, разиграних али дисциплинираних у својим ритмичким композицијама и врло често смјелих у конструкивним рјешењима. Управо у периоду његове зрелости као умјетника, форме његових објеката су све смјелије, перфекција детаља све наглашенија, ликовни вокабулар којим обликује свој свијет архитектуре све богатији."

## Реализовани пројекти
Од реализованих пројеката истичу се:
- Зграда Електропривреде БиХ - 1978. (зграда је претрпела значајна оштећена током опсаде и бомбардовања Сарајева 1995. године и потпуно је редизајнирана и реконструисана 2001. године)
- Хотел Holiday Inn у Сарајеву - 1983.
- УНИС-ови торњеви у Сарајеву - 1986.
- Музеј ваздухопловства у Београду - идеја 1969, завршетак градње 1990.
- Прес центар на Бјелашници - 1983 (потпуно срушен током рата)
- Стамбени комплекси Насеље Сунца, насеље Радојке Лакић, итд.

Штраус се истакао и као пројектант значајних сакралних објеката:
- Џамија у Орану - 1988.
- Жупна црква у Зовику поред Брчког - 1987.
- Жупна црква у Брчком
- Црква у Дубравама
- Црква у Петрићевцу
- Црква на Добрињи, Сарајево - 1999.

## Награде

### Домаћа такмичења (Југославија и Босна и Херцеговина)
- Дом штампе и градски хотел, Сарајево (БиХ) - 1962. године, прва награда
- Музеј ваздухопловства, Београд (Србија) - 1969. године, прва награда
- Библиотека и дјечије позориште, Бања Лука (БиХ) - 1974. године, прва награда
- Дом Војске, Дервента (БиХ) - 1977. године, прва награда
- Хотел Оногошт, Никшић (Црна Гора) - 1982. године, прва награда
- Жупна црква у Дубравама, Тузла (БиХ) - 2000. године, прва награда
- Жупна црква у Подмилачју, Јајце (БиХ) - 2000. године, прва награда

### Међународна такмичења
- Главна пошта, Министарство ПТТ и Канцеларија телекомуникација у Адис Абеби (Етиопија) - 1964. године, прва награда
- Опера у Софији (Бугарска) - 1973. године, прва награда
- Велика Џамија, Оран (Алџир) - 1985. године, прва награда

## Књиге
- Нова босанскохерцеговачка архитектура - 1977.
- 15 година босанскохерцеговачке архитектуре - 1978.
- Архитектура ХХ вијека у едицији "Умјетност на тлу Југославије" - 1987.
- Архитектура Југославије - 1991.
- Sarajevo - l'architecte et les barbares - 1994. (Париз)
- Архитект и барбари - 1995.
- Архитектура Босне и Херцеговине од 1945. до 1995—1998.
- Архитектура Југославије - проширено и допуњено издање - 2013.[7]